# Крєпкий Костянтин Федотович
Костянтин Федотович Крєпкий (нар. 18 червня 1911, село Михайло-Лукашеве, тепер Запорізького району Запорізької області — 28 вересня 1971, місто Львів) — український радянський партійний, комсомольський та профспілковий діяч, секретар Львівського обласного комітету КПУ, голова Львівської обласної ради профспілок, 1-й секретар Червонозаводського райкому КП(б)У міста Харкова.

## Біографія
Народився в бідній селянській родині. Закінчив семирічну школу. Трудову діяльність розпочав у 1929 році слюсарем, потім майстром Харківського електромеханічного заводу.
З 1934 року — на комсомольській роботі на Запоріжжі, працював секретарем комсомольської організації.
Член ВКП(б) з 1938 року.
У жовтні 1939 — 1 квітня 1941 року — секретар Запорізького обласного комітету ЛКСМУ із кадрів та оргінструкторської роботи.
1 квітня — жовтень 1941 року — 1-й секретар Запорізького обласного комітету ЛКСМУ.
У 1941—1942 роках — помічник начальника політичного управління Міністерства радгоспів Російської РФСР по комсомолу.
У 1942—1943 роках — 1-й секретар Пензенського обласного комітету ВЛКСМ.
У 1943 — лютому 1945 року — 1-й секретар Запорізького обласного комітету ЛКСМУ.
У лютому 1945 — листопаді 1946 року — 1-й секретар Харківського обласного комітету ЛКСМУ.
У листопаді 1946—1948 роках — заступник голови виконавчого комітету Харківської міської ради депутатів трудящих із промисловості.
У 1948—1952 роках — 2-й секретар, 1-й секретар Червонозаводського районного комітету КП(б)У міста Харкова.
У 1952 році (до 31 серпня) — секретар Львівського міського комітету КП(б)У.
У 1952—1955 роках — голова Львівської обласної ради професійних спілок.
У 1955 — 15 квітня 1957 року — завідувач відділу пропаганди і агітації Львівського обласного комітету КПУ.
15 квітня 1957 — 11 січня 1958 року — секретар Львівського обласного комітету КПУ з питань ідеології.
З 1958 року — на господарській роботі: голова Львівської обласної промислової ради; заступник начальника управління магістральних нафтопроводів «Дружба».
Потім — персональний пенсіонер.
Помер 28 вересня 1971 року.

## Нагороди
- орден «Знак Пошани»
- медаль «За перемогу над Німеччиною у Великій Вітчизняній війні 1941—1945 рр.»
- медалі